# Vincenzo Alberto Annese
Vincenzo Alberto Annese (Molfetta, 22 settembre 1984) è un allenatore di calcio ed ex calciatore italiano, di ruolo centrocampista, commissario tecnico della nazionale afghana.

## Carriera

### Giocatore
Nella stagione 1998-1999 ha giocato nei Giovanissimi Nazionali della Fidelis Andria; nella stagione 1999-2000 gioca negli Allievi del Molfetta, club della sua città natale, mentre dal 2000 al 2002 gioca nelle giovanili del Venezia, formazione di Serie A. L'anno seguente gioca invece nel Martina, formazione pugliese di Serie C1; nel gennaio del 2003 scende di categoria accasandosi in Serie D al Termoli, con la cui maglia termina la stagione.
Nella stagione 2003-2004 gioca ancora in D al Noicattaro, passando a gennaio al Mestre, in Serie C2, categoria nella quale gioca anche nella stagione successiva con il San Marino. Termina la carriera all'età di 22 anni per il susseguirsi di gravi infortuni, a causa dei quali non era mai riuscito a giocare con continuità anche durante gli ultimi anni di carriera.

### Allenatore
Dopo la laurea in scienze motorie si trasferisce per motivi di studio a Verona, dove inizia ad allenare, sedendo sulla panchina della Juniores dell'Ares Football Club Verona; l'anno seguente allena la squadra femminile della Don Tonino Bello, mentre nella stagione 2009-2010 allena inizialmente la squadra di calcio a 5 dell'Atletico Modugno, per poi subentrare a stagione in corso sulla panchina del Molfetta, nella Promozione pugliese, campionato nel quale conquista la salvezza. Rimane al Molfetta anche per l'intera stagione 2010-2011, nella quale allena la Juniores biancorossa. Negli anni seguenti allena la Berretti dell'Fidelis Andria, dove in seguito lavora come vice della prima squadra, impegnata nel campionato di Lega Pro Prima Divisione. In seguito, è anche vice e preparatore atletico del Foggia, sempre nella medesima categoria. Nell'estate del 2014 lavora come preparatore atletico dell'Équipe Dilettanti Puglia.
Nell'autunno del 2014 va ad allenare il Saldus, nella seconda divisione lettone; a fine stagione si trasferisce in Estonia, dove nel 2015 lavora come vice del Paide, formazione della massima serie locale. In seguito allena nella prima divisione armena al Banants. Durante la sua permanenza in Armenia è anche allenatore della nazionale armena Under-17 e della nazionale armena Under-19. Nel 2016 torna al Saldus, che allena per altre 3 partite nella seconda divisione lettone.
Dal gennaio al maggio del 2017 è allenatore dei ghanesi del Bechem Utd, squadra della massima serie ghanese, che guida anche in due partite dei turni preliminari della CAF Confederation Cup. Nell'estate del 2017 diventa tecnico dei palestinesi dell'Ahli Al-Khalil, con i quali gioca anche una Supercoppa Palestinese, perdendola.
Nel marzo del 2018 firma un contratto annuale con il PSIS Semarang, squadra della massima serie indonesiana.
Il 17 giugno 2019, dopo aver allenato per un periodo i kosovari del Liria, firma un contratto annuale con la nazionale del Belize.
Nell'agosto del 2020 firma un contratto con gli indiani del Gokulam Kerala, con i quali vince due campionati consecutivi di I-League nelle stagioni 2020-2021 e 2021-2022.
L'8 dicembre 2022, firma un contratto valido fino alla fine della stagione per il NorthEast United, squadra indiana militante nella Indian Super League.
Il 1º marzo 2023, Annese viene annunciato come nuovo commissario tecnico della nazionale nepalese. Sotto la sua guida, il Nepal si qualifica al secondo turno delle qualificazioni ai Mondiali del 2026; il 12 giugno 2024, durante l'ultimo incontro della suddetta fase con lo Yemen, la squadra ottiene un pareggio per 2-2, ottenendo così il suo primo punto con almeno due reti in una trasferta ufficiale contro una nazionale di un Paese di lingua araba.
Il 27 maggio 2025, viene annunciato l'ingaggio di Annese come nuovo commissario tecnico della nazionale afghana.

## Statistiche

### Nazionale nepalese
| giu.-lug. 2023 | Nepal        | SAFF Championship 2023 | 3° nel gruppo A | 3  | 1 | 0 | 2 | 33,33 | 2  | 5  | -3  |
| ott.-nov. 2023 | Nepal        | Qual.Mondiale 2026     | nel gruppo H    | 4  | 1 | 1 | 2 | 25,00 | 2  | 7  | -5  |
| 2024           | Nepal        | Qual.Mondiale 2026     | nel gruppo H    | 2  | 0 | 0 | 2 | &0,00 | 0  | 8  | -8  |
| Dal 2023       | Nepal        | Amichevoli             |                 | 7  | 2 | 2 | 3 | 28,57 | 6  | 9  | -3  |
| Totale Nepal   | Totale Nepal | Totale Nepal           | Totale Nepal    | 16 | 4 | 3 | 9 | 25,00 | 10 | 21 | -11 |

### Panchine da commissario tecnico della nazionale nepalese
| Cronologia completa delle presenze e delle reti in nazionale ― Nepal | Cronologia completa delle presenze e delle reti in nazionale ― Nepal | Cronologia completa delle presenze e delle reti in nazionale ― Nepal | Cronologia completa delle presenze e delle reti in nazionale ― Nepal | Cronologia completa delle presenze e delle reti in nazionale ― Nepal | Cronologia completa delle presenze e delle reti in nazionale ― Nepal | Cronologia completa delle presenze e delle reti in nazionale ― Nepal | Cronologia completa delle presenze e delle reti in nazionale ― Nepal |
| Data                                                                 | Città                                                                | In casa                                                              | Risultato                                                            | Ospiti                                                               | Competizione                                                         | Reti                                                                 | Note                                                                 |
| -------------------------------------------------------------------- | -------------------------------------------------------------------- | -------------------------------------------------------------------- | -------------------------------------------------------------------- | -------------------------------------------------------------------- | -------------------------------------------------------------------- | -------------------------------------------------------------------- | -------------------------------------------------------------------- |
| 22-3-2023                                                            | Katmandu                                                             | Nepal                                                                | 2 – 0                                                                | Laos                                                                 | Coppa delle Tre Nazioni del Primo Ministro                           | Ananta Tamang Nawayug Shrestha                                       | Cap: K. Chemjong                                                     |
| 28-3-2023                                                            | Katmandu                                                             | Nepal                                                                | 1 – 1                                                                | Bhutan                                                               | Coppa delle Tre Nazioni del Primo Ministro                           | Dipak Raj Singh Thakuri                                              | Cap: K. Chemjong                                                     |
| 31-3-2023                                                            | Katmandu                                                             | Nepal                                                                | 2 – 1                                                                | Laos                                                                 | Coppa delle Tre Nazioni del Primo Ministro                           | Ayush Ghalan Manish Dangi                                            | Cap: K. Chemjong                                                     |
| 15-6-2023                                                            | Manila                                                               | Filippine                                                            | 1 – 0                                                                | Nepal                                                                | Amichevole                                                           |                                                                      | Cap: K. Chemjong                                                     |
| 21-6-2023                                                            | Bengaluru                                                            | Kuwait                                                               | 3 – 1                                                                | Nepal                                                                | SAFF Championship 2023 - 1º turno                                    | Anjan Bista                                                          | Cap: K.Chemjong                                                      |
| 24-6-2023                                                            | Bengaluru                                                            | Nepal                                                                | 0 – 2                                                                | India                                                                | SAFF Championship 2023 - 1º turno                                    | -                                                                    | Cap: K.Chemjong                                                      |
| 27-6-2023                                                            | Bengaluru                                                            | Nepal                                                                | 1 – 0                                                                | Pakistan                                                             | SAFF Championship 2023 - 1º turno                                    | Aashish Chaudhary                                                    | Cap: K.Chemjong                                                      |
| 8-9-2023                                                             | Yangon                                                               | Birmania                                                             | 0 – 0                                                                | Nepal                                                                | Amichevole                                                           | -                                                                    | Cap: K.Chemjong                                                      |
| 11-9-2023                                                            | Yangon                                                               | Birmania                                                             | 1 – 0                                                                | Nepal                                                                | Amichevole                                                           | -                                                                    | Cap: K.Chemjong                                                      |
| 12-10-2023                                                           | Kathmandu                                                            | Nepal                                                                | 1 – 1                                                                | Laos                                                                 | Qual. Mondiali 2026                                                  | Anjan Bista                                                          | Cap: K.Chemjong                                                      |
| 17-10-2023                                                           | Vientiane                                                            | Laos                                                                 | 0 – 1                                                                | Nepal                                                                | Qual. Mondiali 2026                                                  | Manish Dangi                                                         | Cap: K.Chemjong                                                      |
| 16-11-2023                                                           | Dubai                                                                | Emirati Arabi Uniti                                                  | 4 – 0                                                                | Nepal                                                                | Qual. Mondiali 2026                                                  | -                                                                    | Cap: K.Chemjong                                                      |
| 21-11-2023                                                           | Kathmandu                                                            | Nepal                                                                | 0 – 2                                                                | Yemen                                                                | Qual. Mondiali 2026                                                  | -                                                                    | Cap: K.Chemjong                                                      |
| 15-3-2024                                                            | Kuala Lumpur                                                         | Malaysia                                                             | 5 – 1                                                                | Nepal                                                                | Amichevole                                                           | -                                                                    |                                                                      |
| 21-3-2024                                                            | Kathmandu                                                            | Nepal                                                                | 0 – 5                                                                | Bahrein                                                              | Qual. Mondiali 2026                                                  | -                                                                    | Cap: K.Chemjong                                                      |
| 26-3-2024                                                            | Riffa                                                                | Bahrein                                                              | 3 – 0                                                                | Nepal                                                                | Qual. Mondiali 2026                                                  | -                                                                    | Cap: K.Chemjong                                                      |
| Totale                                                               |                                                                      | Presenze                                                             | 16                                                                   |                                                                      | Reti                                                                 | 10                                                                   |                                                                      |

## Palmarès

### Allenatore
Bechem United
- Ghana Super Cup: 2017[16]

Ahli Al-Khaleel
- Palestine Cup runner-up: 2016–17
- West Bank Super Cup runner-up: 2017[17]

Gokulam Kerala
- I-League: 2020–21, 2021–22[18][19]

Nepal
- 2023 Prime Minister's Three Nations Cup

Individual
- Syed Abdul Rahim Award (I-League Best Coach):  2021–22[20]